# Гарганега

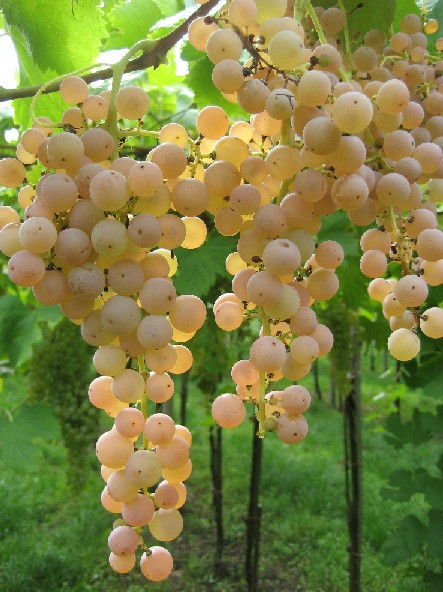
Гарганега

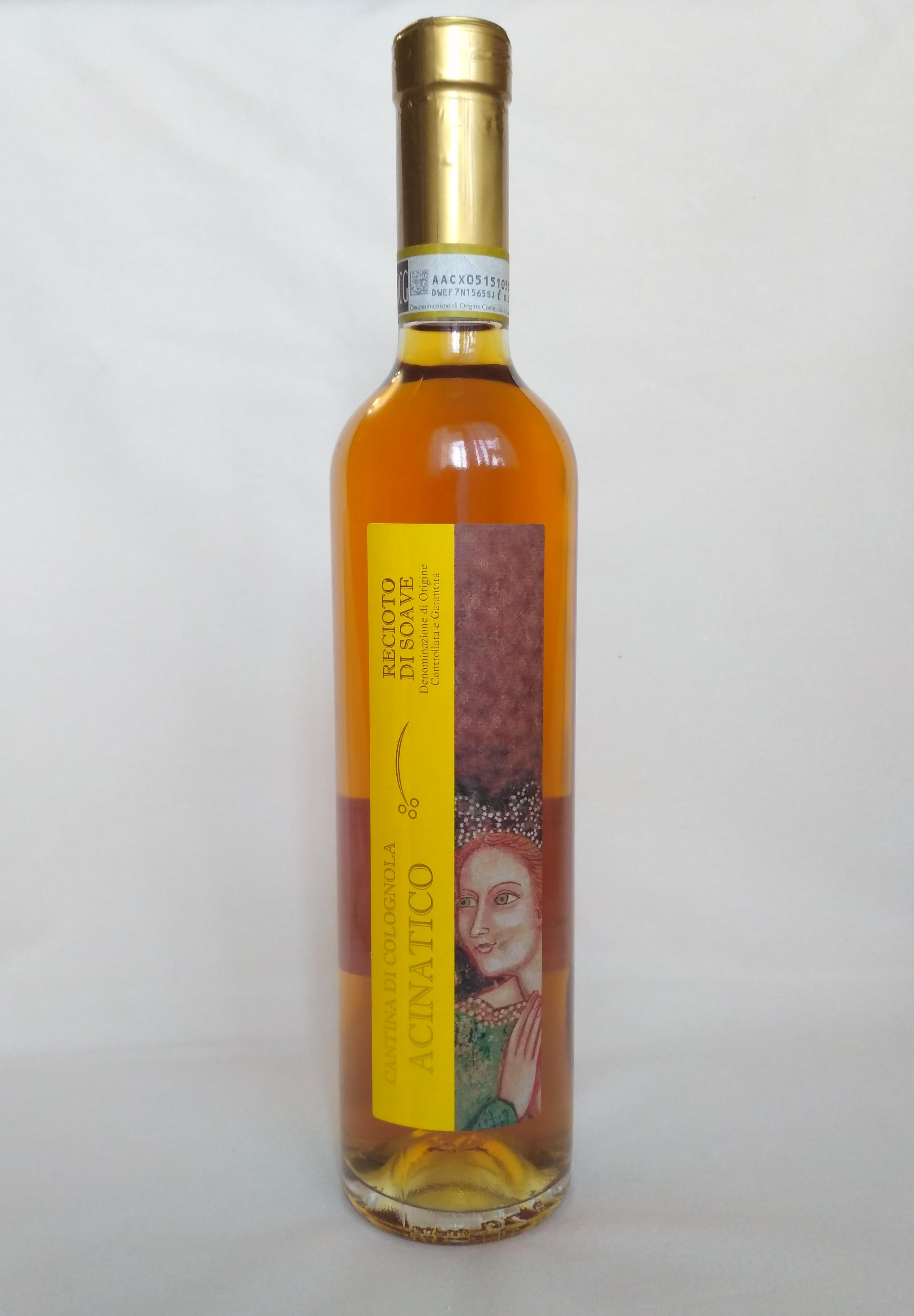
Речото ді Соаве — десертне вино з сорту гарганега

Гарганега (італ. Garganega) — італійський сорт білого винограду. Входить до п'ятірки найпоширеніших білих сортів Італії. Використовується для виробництва різноманітних типів вин. Крім того, виноград може споживатись у свіжому вигляді.

## Розповсюдження
Гарганега вирощується здебільшого у регіоні Венето, у провінціях Верона та Віченца. Також невеликі площі виноградників є у регіонах Умбрія та Фріулі-Венеція-Джулія.

## Характеристики сорту
Лист середнього розміру, округлий, досить глибоко розсічений, п'ятилопатевий. Черешкова виїмка відкрита, ліроподібна або закрита з овальним просвітом. Нижня поверхня листа вкрита густим опушенням. Гроно більше за середній розмір, циліндроконічне або конічне, не щільне. Ягода менше середнього розміру, округла або слабо овальна, світло-зелена, часто із засмагою. Сила росту кущів середня. Врожайність висока, для отримання якісних вин її штучно зменшують. Цукристість соку ягід 19-20 г/100 см³, при кислотності 7-8 г/дм³.
Це дуже ароматний сорт і зібраний виноград повинен бути дуже швидко оброблений, щоб продемонструвати у вині всі його ароматичні якості.
Згідно з останніми генетичними дослідженнями гарганега споріднений з сицилійським сортом Греканіко («італ. Grecanico Dorato»).

## Характеристики вина
Гарганега є основним виноградом у виробництві Соаве — типового вина регіону Венето. Також з нього виробляють натуральні солодкі (десертні) вина ( Recioto di Soave» з підв'яленого винограду) та міцні вина. Смак вина може відрізняється залежно від його типу.